# Cyanotis tuberosa
Cyanotis tuberosa là một loài thực vật có hoa trong họ Commelinaceae. Loài này được (Roxb.) Schult. & Schult.f. mô tả khoa học đầu tiên năm 1830.